# (14380) 1989 UC6
1989 يو سي 6 (ويعرف أيضًا باسم (14380) 1989 يو سي 6 وفق تسمية الكوكب الصغير) (بالإنجليزية: 1989 UC6)‏ هو كويكب ضمن حزام الكويكبات؛ وترتيبه 14380 من حيث الاكتشاف.
اكتُشف هذا الجُرم الفلكي بواسطة شيلت جون بوبي في 30 أكتوبر 1989.

## وصلات خارجية
- (14380) 1989 UC6 في قاعدة بيانات مختبر الدفع النفاث لأجرام النظام الشمسي الصغيرة

- الاكتشاف · مخطط المدار ·  العناصر المدارية · المعلمات المادية

- (14380) 1989 UC6 على موقع ويكي سكاي: DSS2, SDSS, GALEX, IRAS, Hydrogen α, X-Ray, Astrophoto, Sky Map, Articles and images